# Aglaodina cribricollis
Aglaodina cribricollis là một loài tò vò trong họ Ichneumonidae.